# Fundación Española para la Ciencia y la Tecnología
La Fundación Española para la Ciencia y la Tecnología, més coneguda pel seu acrònim FECYT, és una organització pública espanyola sense ànim de lucre dependent del Ministeri de Ciència que promou la ciència i la tecnologia espanyoles. Es va constituir l'any 2001 i, entre altres activitats, gestiona el Museu Nacional de Ciència i Tecnologia.

## Directors
| nom                           | període       |
| ----------------------------- | ------------- |
| Arturo García Arroyo          | (2001-2004)   |
| Joan Comella i Carnicé        | (2005)        |
| Eulalia Pérez Sedeño          | (2006-2007)   |
| Juan Tomás Hernani Burzaco    | (2008)        |
| Lourdes Arana Uli             | (2009-2011)   |
| José Ignacio Fernández Vera   | (2012-2017)   |
| Paloma Domingo García         | (2018-2020)   |
| Cecilia Cabello Valdés        | (2020-2021)   |
| Imma Aguilar Nàcher           | (2021 - 2024) |
| Izaskun Lacunza Aguirrebengoa | (2024 -)      |